# Bronisław Koszyk
Bronisław Koszyk (ur. 1894 we Lwowie, zm. 21 listopada 1918 tamże) – podoficer Legionów Polskich i Wojska Polskiego.

## Życiorys
Urodził się w 1894 we Lwowie. Z zawodu był ślusarzem, był zatrudniony na kolei.
Podczas I wojny światowej był żołnierzem Legionów Polskich w stopniu kaprala. U kresu wojny w listopadzie 1918 w stopniu podporucznika brał udział w obronie Lwowa podczas wojny polsko-ukraińskiej. Jako podoficer poległ w trakcie zwycięskiego ataku na Cytadelę 21 listopada 1918. Został pochowany na Cmentarzu Obrońców Lwowa (kwatera XIII, miejsce 902; według innej wersji kwatera XV, miejsce 1316).
Zarządzeniem prezydenta RP Ignacego Mościckiego z 9 listopada 1932 został odznaczony Krzyżem Niepodległości za pracę w dziele odzyskania niepodległości.
Uchwałą Rady Miasta Lwowa z listopada 1938 jednej z ulic we Lwowie nadano imię Bronisława Koszyka.